# Hrvatski dijalektološki zbornik
Hrvatski dijalektološki zbornik (skraćenica HDZ, ISSN 0439-691X), časopis je Razreda za filološke znanosti Hrvatske akademije znanosti i umjetnosti koji izlazi od 1956. godine. Časopis je usko vezan uz rad Odbora za dijalektologiju i njegove članove. Dosad su objavljena 23 broja časopisa, posljednji 2019. godine.

## O časopisu
Zbornik objavljuje znanstvene i stručne radove te je jedina hrvatska publikacija orijentirana na hrvatsku dijalektologiju, na sva tri hrvatska narječja i njihov povijesni razvoj. Zbornik je kategoriziran kao a1 časopis, a navodi se u sekundarnim izvorima publikacija ESCI i SCOPUS te mnogim tercijarnim bazama podataka. 

## Elektronička inačica
Elektronička inačica cjelovitih tekstova objavljenih u časopisu dostupna je u Digitalnoj zbirci Hrvatske akademije znanosti i umjetnosti DiZbi.HAZU, na središnjemu portalu hrvatskih znanstvenih i stručnih časopisa HRČAK i na međunarodnome portalu DOAJ (Directory of open access journals). 

## Uredništvo
Glavna je urednica časopisa predsjednica Odbora za dijalektologiju, prof. dr. sc. Mira Menac-Mihalić, a tajnica Uredništva časopisa i urednica elektroničke inačice na HRČKU dr. sc. Martina Bašić.
Uredništvo časopisa su u 2019. činili:
- Wiesław Boryś (Pracownia Języka Prasłowiańskiego Instytutu Slawistyki PAN, Kraków)
- Janneke Kalsbeek (Universiteit van Amsterdam, Amsterdam)
- Andrea Zorka Kinda-Berlakovich (PVŠ Gradišće, Eisenstadt)
- Jela Maresić (Zavod za lingvistička istraživanja Hrvatske akademije znanosti i umjetnosti, Zagreb)
- Mira Menac-Mihalić (Filozofski fakultet Sveučilišta u Zagrebu, Zagreb)